# Jan Wolter Wabeke
Jan Wolter Wabeke (Breda, 11 november 1948) is een Nederlandse jurist. Na een carrière als leidinggevend lid van het Openbaar Ministerie was hij onder meer van 2001 tot 2010 Ombudsman Verzekeringen, de Nederlandse Ombudsman Financiële Dienstverlening en lid van het EU-orgaan FIN-NET. Wabeke is vooral bekend geworden door een geschil over beleggingsverzekeringen, beter bekend als de Woekerpolisaffaire, maar ook als de grondlegger van het huwelijk voor partners van gelijk geslacht, meestal aangeduid als het homohuwelijk.

## Opleiding
Wabeke studeerde rechtsgeleerdheid aan de Universiteit Utrecht, gevolgd door de PAO voor de Rechterlijke Macht en volgde diverse management- en vakopleidingen op terreinen van justitie en de financiële markten.

## Carrière
Na enkele functies binnen de Universiteit Utrecht begon zijn loopbaan in 1976 met diverse juridische posities bij de politie, het OM, in de advocatuur en bij de rechtbank. In 1982 werd hij arrondissementsofficier van justitie Breda en in 1986 werd Wabeke de eerste landelijk officier van justitie.
Van 1987 tot 1994 was Wabeke actief als kantonrechter in Dordrecht en vanaf 1993 in Eindhoven. In deze periode was hij ook officier van justitie eerste klas en unithoofd  OM Rotterdam. Hij vervolgde zijn loopbaan vanaf 1992 in de positie van advocaat-generaal aan het gerechtshof in Den Haag en voorzitter van de stuurgroep functioneel OM.
In 1994 werd Wabeke hoofdofficier van het arrondissement Breda en de politieregio Midden en West Brabant, een functie die hij tot 2001 bekleedde. In deze periode was hij tevens coördinerend hoofdofficier (internationale samenwerking, financiën (fraude) en milieu/economie). Als hoofdofficier van het arrondissement Breda regisseerde hij een grensoverschrijdend samenwerkingsverband van politie en justitie in Frankrijk en de Benelux. Hiermee leverde hij een bijdrage aan het herstel van de justitieel-diplomatieke betrekkingen tussen Frankrijk en Nederland. Ook leidde hij diverse grote onderzoeken, zoals de "bonnetjesaffaire" van oud-burgemeester en voormalig minister Bram Peper.
In 2001 werd Wabeke Ombudsman Verzekeringen en later ook voor intermediaire diensten, waarbij ten slotte ook de banken aansloten. In 2007 vervolgde hij deze rol als Ombudsman Financiële Dienstverlening en directeur van het financiële geschilleninstituut. Mede dankzij zijn inspanningen is er nu één loket voor de beslechting van consumentengeschillen met financiële dienstverleners, het Kifid. 
In dezelfde periode was hij onder meer deelnemer aan de denktank voor de minister van Financiën (2003-2006) en lid van FIN-NET bij de Europese Commissie te Brussel (2001-2010). Zijn werk in dat verband bracht hem naar onder meer Engeland, Duitsland, Frankrijk, Tsjechië en Armenië.
In de periode 2002 tot 2010 was Wabeke tevens raadsheer plaatsvervanger in de gerechtshoven Amsterdam en Den Haag.

### Initiator homohuwelijk
Wabeke was in 1987 de initiator van de beweging die in 2001 leidde tot openstelling van het burgerlijk huwelijk voor mensen van hetzelfde geslacht, meestal aangeduid als het homohuwelijk. Hij was de architect van wat later de wetswijziging in het burgerlijk wetboek werd en hij regisseerde dertien jaar de acties en lobbyactiviteiten daarvoor. Daarvoor sloot hij een gelegenheidscoalitie met de toenmalige hoofdredacteur van de GayKrant, Henk Krol, die tevens oud-voorlichter was van de VVD-fractie in de Tweede Kamer.
Jan Wolter Wabeke kreeg hiervoor de homo-emancipatieonderscheiding Bob Angelo Penning. In 2007 kreeg hij de koninklijke onderscheiding Officier in de Orde van Oranje-Nassau toegekend. Een jaar eerder kreeg Wabeke de hoge Franse onderscheiding van Chevalier de la Légion d’Honneur. Bij de toekenning van beide lintjes werd zijn bepalende rol voor de totstandkoming van het universele burgerlijk huwelijk gememoreerd.

### Gerechtshof Den Haag en meer
Wabeke was van 2010 tot 2018 raadsheer en later vice president van het Gerechtshof te Den Haag. Op 24 september 2018 trok hij zich op eigen verzoek terug in een zaak van de antirooklobby tegen de tabaksindustrie. Eerder had de advocaat mr. Bénédicte Ficq hem namens de antirooklobby in een brief verzocht zich terug te trekken. Ficq had via een kennis vernomen dat Wabeke zich tijdens een etentje "neerbuigend" had uitgelaten over de zaak, door te stellen dat roken ieders eigen verantwoordelijkheid is. Ficq: "Als dat dan de opvatting is van de voorzitter die de zaak behandelt, is de schijn van vooringenomenheid gepasseerd en kunnen wij wel inpakken met onze argumenten."
Wabeke had verschillende nevenfuncties als toezichthouder van onder meer het Wereld Natuurfonds, het Schönberg Kwartet, de Design Academy Eindhoven, het Catharina Ziekenhuis in Eindhoven en Stichting Het Blauwe Fonds.
Na het beëindigen van zijn functies bij het gerechtshof vanwege de leeftijd van 70 jaar, vervolgde hij zijn werkzaamheden met lidmaatschap raad strafrecht toepassing en jeugdbescherming (RSJ) en als voorzitter van de Beroepscommissie van de afdeling rechtspraak. Ook was hij nog een aantal jaren lid van de Raad van Advies van de branche organisatie Nederlandse Mediators vereniging.

### Nevenactiviteiten
Wabeke bekleedde in de loop der jaren vele onbezoldigde nevenfuncties. Zo was hij onder meer voorzitter van Colombine (stichting van Herman van Veen), Tijd en Ruimte (stichting van Titus Tiel Groenestege en Han Römer), het herdenkingscomité De Vloeiweide ('40-'45 in Brabant) en het Schönberg Kwartet en was hij bestuurslid voor het Wereld Natuurfonds. Ook maakte hij in de loop der jaren deel uit van talloze commissies, bestuursorganen en adviesraden voor dierenbescherming, voetbal (NAC), sociale werkvoorziening (De Sluis), justitie, defensie, gemeenten en voor uitvoerend kunstenaars (Sena).

## Onderscheidingen
Wabeke ontving meerdere onderscheidingen gedurende zijn loopbaan, te weten:
- Officier in de Orde van Oranje Nassau
- Chevalier de la Legion d’Honneur
- Bob Angelo Penning
- Medaille d’Honneur de la Police en Eremedaille Nederlandse Politie
- Gouden Schild 2008 (financiële markt)
- Influencer of the Year Award 2009 (financiële markt)